# قلعة المويلح
قلعة المويلح الأثرية هي قلعة تاريخية ضخمة تقع بالقرب من مركز المويلح التابع لمحافظة ضباء بمنطقة تبوك. كانت سابقاً إحدى المحطات الرئيسية لطريق الحج الساحلي وبوابة من بوابات الشمال في العصور الإسلامية المتأخرة وبنيت في عهد السلطان سليمان القانوني سنة 968 هـ / 1560م، وقد عمرت 400 عام ويعتبرها بعض المؤرخين من أكبر القلاع بالمملكة العربية السعودية، ومن كبرى القلاع القائمة على طريق الحج وبداخلها فناء ومسجد وبئر، ويحيط بالفناء من جميع الجهات وحدات أقيمت لخدمة الحجاج، كما أن للقلعة أبراج من مختلف الأركان الأربعة.

## الموقع
تقع على شاطئ الساحل الشرقي للبحر الأحمر في موقع يكثر فيه أشجار النخيل وبالقرب من قرية المويلح الواقعة شمال مدينة ضباء وتبعد عنها 45 كم وعن مدينة تبوك 199 كم ويبعد عنها جبل شار بحوالي 20 كم، وأقرب موقع أثري لها هو قلعة ضباء (قلعة الملك عبد العزيز) وقلعة الأزلم.

## الوصف
بنيت في موقع مرتفع يوفر لها الاستطلاع من جميع الجهات، وتتكون من أربعة أبراج كل برج نصف قطره خمسة أمتار تقريباً، وجُهز سطحه العلوي بفتحات سبع في كل برج للمدافع، ويقع بين كل برج وآخر على طوال السور نوافذ صغيرة للبنادق، والمسافة بين كل نافذة وأخرى حوالي متر تقريباً، ويوجد بداخلها ما يقارب سبعين غرفة، بالإضافة إلى المسجد والبئر والمخازن الأخرى.
وفي إعلى المدخل الرئيسي كان يوجد نقش تأسيسي لقلعة المويلح (أمر بإنشاء هذه القلعة الشريفة مولانا السلطان سليمان شاه بن السلطان سليم خان بن السلطان بايزيد بن عثمان خلد الله ملكه وثبت قواعد دولته بمحمد وآله وسلم وتاريخه في المصراع الأخير من البيتين:

## نبذة تاريخية

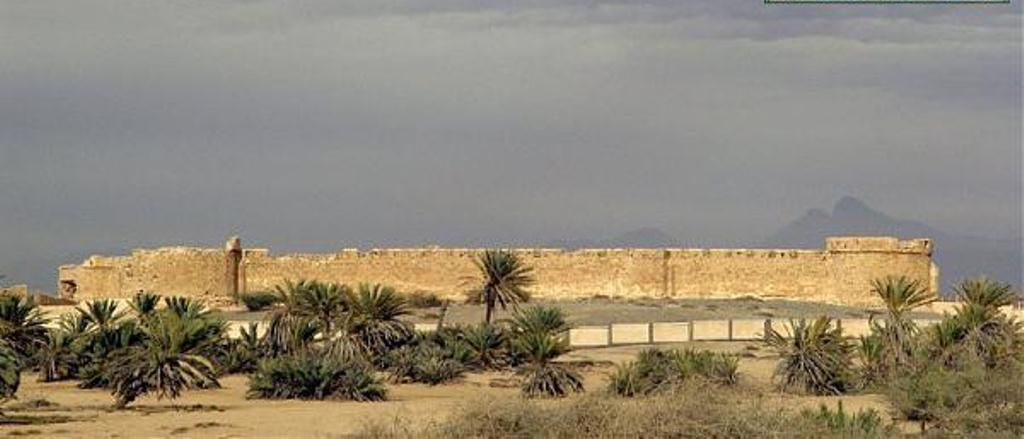
قلعة المويلح عن بعد

بنيت في العهد المملوكي كأبراج فقط وبنيت بشكلها المعهود في عهد سليمان القانوني عام 968 هـ وقيل عام 969 هـ لتأمين طريق الحجاج وخدمتهم، خاصة القادمين من مصر. يقول الجزيري (أنه في عصره أمر باشا مصر علي آغا عام 967 هجري ببناء حصار كبير (قلعة) وأسنده إلى الأمير قيت بن عبد الله الداوودي “لحفظ اموال التجار والرعايا وردعا لأهل الفساد والبلايا” ووضع به 47 مدفعا وحفر بئراً جعلها وقفا للسلطان العثماني وبئراً أخرى وقفاً له ثم بئر ثالثة إضافة إلى بئرين قبل وجود القلعة بناهما آل ملك فتم خمسة آبار)،
وكانت تشرف عليها أسرة المويلحي.

### الاستقلال عن الدولة العثمانية
قلعة المويلح منذ إنشائها سنة 968 هـ تتبع إدارة ولاية مصر التابعة للدولة العثمانية، وبعد استقلال مصر عن الدولة العثمانية حولت القلاع الحجازية من قلم الروزنامة (وهي كلمة فارسية تعني التقويم)، ثم أطلقت أيام حكم أسرة محمد علي باشا في مصر على مكتب الحسابات العامة لقيد الدخل والمنصرف بالمالية في 21 مايو 1885م /1303هـ نظارة الحربية بما في ذلك قلعة المويلح، وفي سنة 1307ه/1889م تسلمت الدولة العثمانية قلعة المويلح، ثم تلتها بقية القلاع الحجازية من الإدارة المصرية؛ لأن مصر لم تكن في حاجة ماسة إلى تلك القلاع التي كانت تنفق عليها من غير جدوى إضافة إلى انشغال مصر بالثورة السودانية بذلك الوقت.
وفي عهد الخديوي عباس حلمي الثاني 1310/1333ه فصلت القلاع الحجازية نهائيا عن إدارة مصر، وقبل إجراء فصل القلاع الحجازية عن الحكومة المصرية سنة 1310ه وتبعيتها للدولة العثمانية أحس وكيل قلعة المويلح «السيد عبد الرحيم بن محمد» بهذا الانفصال فأرسل خطابا إلى ابن عمه «عبد السلام المويلحي» يستفسر عن مصير المويلح فرد عليه بخطاب يوضح فيه أن الحكومة المصرية قررت فصل المويلح عن مصر، وأنه جرت توصية والي الحجاز من قبل الدولة العثمانية على ولاية آل المويلحي بالحجاز على القلعة وساعدهم تحالفهم مع سليمان باشا بن رفادة والشيخ حامد حمدان منزلاوي، في صد هجوم الاسطول البحري البريطاني ضمن أحداث الحرب العالمية الأولى عام 1331هـ تعرضت القلعة للقصف من قبل بابور إنجليزي بسبب عدم وجود حامية تركية بها، ونتج عنه دمار في الواجهة الشمالية والغربية ولم يتمكن اسطول بريطانيا من النزول على شواطيء الوجه او المويلح وبعد وصول حاميه عثمانيه انسحب الاسطول الى شواطيء مصر قبل الحرب العالمية الاولى بثمانية اعوام 

## الترميمات
رممت قلعة المويلح ثلاث مرات الأول عام 1185هـ وقام بها الشريف السيد مصطفى بن محمد المويلحي وكيل قلعة المويلح في ذلك التاريخ ورممت في المرة الثانية عام1236هـ الحكومة الخديوية وكان وكيل القلعة في ذلك التاريخ السيد على أحمد الوكيل المويلحي ورممت للمرة الثالثة في عام 1281 هـ على عهد الخديوي إسماعيل وكان وكيل قلعة المويلح السيد عبد الرحيم محمد الوكيل المويلحي.

## العهد السعودي
سلمت القلعة للدولة السعودية ضمن إتقافية تسليم الحجاز بين الملك عبد العزيز آل سعود والملك الشريف علي بن الحسين في غرة جمادى الآخرة سنة 1344 هـ الموافق 17 ديسمبر 1925م في مدينة جدة.

## وصلات خارجية
- موقع دليل السياحة السعودية - قلعة المويلح
- موقع FOURSQUARE - قلعة المويلح

### فيديوهات
- قلعة المويلح 1.
- قلعة المويلح 2.